# Cyril Burt

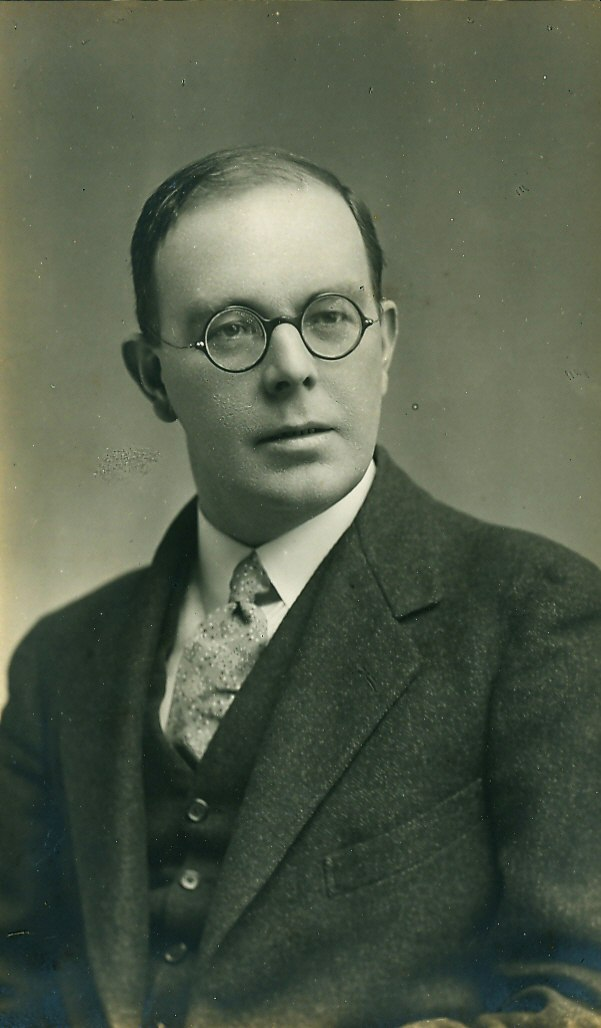
Cyril Burt, 1930

Sir Cyril Lodowic Burt (* 3. März 1883 in Westminster; † 10. Oktober 1971 in London) war ein britischer Psychologe.

## Leben
Burt studierte von 1902 bis 1907 Naturwissenschaften und Psychologie in Oxford unter William McDougall und 1908 in Würzburg unter Oswald Külpe. 1908 erhielt er eine Dozentur für experimentelle Psychologie und für Physiologie an der Universität Liverpool unter Sir Charles Sherrington. 1913 trat er als erster Schulpsychologe weltweit seinen Dienst im London County Council (LCC) bei der Schulaufsichtsbehörde an.
Von 1924 bis 1931 war er Professor für Pädagogische Psychologie am London Day Training College (Institut für Pädagogik) der University of London. 1931 bis 1951 war er als Nachfolger von Charles Spearman Professor für Psychologie am University College London. Im Ruhestand soll er noch über 200 Veröffentlichungen gemacht haben. Zu seinen Schülern gehören Hans Jürgen Eysenck, Raymond Bernard Cattell und Arthur Jensen. In den späten 1960er Jahren war Cyril Burt auch Präsident der Mensa International, einer Vereinigung, deren Mitglieder bei Intelligenztests über dem 98. Perzentil liegen. 1950 wurde er Mitglied (Fellow) der British Academy.

## Themen
Neben seiner Halbtagstätigkeit als Schulpsychologe konnte er wissenschaftlichen Tätigkeiten nachgehen. Er sammelte die Daten vieler Schüler, die in seine Intelligenzforschungen einflossen. Seine Forschungen und Überzeugungen flossen in die Schulstruktur Englands ein (Zuweisung zu Sonderschulen, Eleven-Plus testing program). Für diesen Beitrag wurde er 1946 als Knight Bachelor („Sir“) geadelt. Burt begründete die Pädagogische Psychologie in Großbritannien. Zugleich forschte er zur Erblichkeit der Intelligenz und Persönlichkeitszüge und nutzte dazu die Zwillingsforschung. Burt zeigte, dass die Intelligenzquotienten eineiiger Zwillinge stärker korrelierten als bei zweieiigen. Burt leitete daraus ab, dass sich Intelligenz vererbe, während das Milieu nur geringen Einfluss auf die Intelligenz habe. Er hat wesentlich an der Ausarbeitung der Faktorenanalyse teilgehabt.
Außerdem forschte er zu Persönlichkeitsfaktoren, Milieueinflüssen auf das Verhalten und zu jugendlichen Kriminellen.

## DieBurt-Affäre
Burt galt als hochgeachteter Wissenschaftler, als er 1971 starb. 1974 kamen zuerst Zweifel an seinen Daten auf (Leon Kamin, Arthur Jensen), die auf das äußerst unwahrscheinliche Auftreten gleicher Korrelationskoeffizienten (r=0,771) für die Intelligenz eineiiger Zwillinge in mehreren seiner Untersuchungen verwiesen. Andere Forscher, so u. a. Arthur Jensen, weisen allerdings darauf hin, dass Burt, der über große Erfahrungen im Bereich der empirischen Forschung verfügte, wohl kaum in drei aufeinanderfolgenden Studien denselben Korrelationskoeffizienten erfunden hätte, wenn er betrügerische Absichten verfolgt hätte. Weiterhin wurden Zweifel an der Existenz von zwei Mitarbeiterinnen erhoben, die als Ko-Autorinnen in mehreren Arbeiten genannt wurden. Von ihnen hatte Burt behauptet, dass sie ihm bei der Untersuchung vieler Zwillingspaare geholfen hätten. Auch die von Burt in einer Arbeit zitierte Doktorarbeit von J. Maver konnte nirgends aufgefunden werden.
Als weiteres Indiz dafür, dass Burt Daten gefälscht habe, wird die Tatsache gewertet, dass sich die betreffenden Daten in Burts Nachlass nicht finden ließen. Hinzu kam die Tatsache, dass Burt in einer 1966 veröffentlichten Studie eine auffällig hohe Zahl eineiiger, aber getrennt aufgewachsener Zwillinge betrachtete, nämlich 53 Paare. Obwohl diese hohe Zahl noch als im Bereich des Möglichen angenommen wird, kommt eine Untersuchung aus dem Jahr 2006 zu dem Schluss, dass die weiteren limitierenden Faktoren, die Burt aufstellte, es zumindest höchst unwahrscheinlich machen, dass er den Großteil der Zwillinge über persönlichen Kontakt ausfindig gemacht hatte, wie er behauptete.
Insbesondere im Feld der Pädagogischen Psychologie gehen viele Forscher von Fälschungen in Burts Arbeiten aus. Burt habe die Fälschungen betrieben, um seine eugenische Position zu wahren und weil er daran interessiert war, die Galtonsche Psychologietradition erneut zu beleben. Andere Forscher, darunter Freunde Burts, wie Joynson (1989) oder Jensen, versuchten zu zeigen, dass einige der scheinbaren Unregelmäßigkeiten auf ungenaue Nachforschungen zurückzuführen seien.

## Werke (Auswahl)
- The distribution and relations of educational abilities. Report of the Education Officer. Published 1917 by  London County Council
- Mental and scholastic tests; report by the education officer submitting three memoranda. by Cyril Burt M.A. Psychologist on Mental and Scholastic Tests. Published by the London County Council 1921
- Experimental psychology and child study. An abridged sectional edition of the Ecyclopaedia and Dictionary of Education.  Publisher: Isaac Pitman & Sons London, 1922
- Handbook of tests. For the use in schools. Publisher: P. S. King & Son,  London, 1923
- The Young Delinquent. Publisher: UNIVERSITY OF LONDON PRESS, LTD 1925
- The Subnormal Mind. 1935
- How the mind works. Edited by Cyril Lodowic Burt. Publisher: D. Appleton-Century company, incorporated, New York 1934
- The Factors of the Mind: An Introduction to Factor Analysis in Psychology. Publisher: UNIVERSITY OF LONDON PRESS, LTD. 1940
- Intelligence and fertility. 1946
- The Causes and Treatments of Backwardness. 1957
- Mental and Scholastic Tests. 1962
- The Gifted Child. 1975